# Duck TV
Duck TV (стилизованo као ducktv) је дечји телевизијски канал који је покренут у 16. маја 2007. као Bebe TV на UPC-у, а доступан је у Мађарској, Румунији, Словачкој и Чешкој. Од покретања услуге емитује се и у Пољској, Бугарској, Хрватској, Албанији, Црној Гори, Малти, Кипру, Литванији, Холандији, Белгији, Луксембургу, Немачкој, Словенији, Португалу и Турској. У јануару 2011. постала је Duck TV.
Канал није више доступан у Републици Србији.